# Phobetus palpalis
Phobetus palpalis är en skalbaggsart som beskrevs av Saylor 1936. Phobetus palpalis ingår i släktet Phobetus och familjen Melolonthidae. Inga underarter finns listade i Catalogue of Life.